# Karim Yoda
Abdoul Karim Yoda (ur. 25 października 1988 w Annemasse) – francuski piłkarz występujący na pozycji pomocnika.

## Kariera piłkarska

### Kariera klubowa
Wychowanek klubów Servette FC, w barwach którego rozpoczął karierę piłkarską w roku 2006. W lipcu 2009 przeniósł się do FC Sion. 2 września 2013 przeniósł się do Astra Giurgiu. 14 lipca 2014 zasilił skład Getafe CF. W 2017 grał na zasadach wypożyczenia w UD Almería. 22 listopada 2017 został wypożyczony do Reus Deportiu, który latem 2018 wykupił kontrakt piłkarza. 13 lutego 2019 został piłkarzem Karpat Lwów. 11 czerwca 2019 za obopólną zgodą kontrakt został rozwiązany. 24 lipca 2019 zasilił skład Racingu Santander.

## Sukcesy i odznaczenia

### Sukcesy klubowe
FC Sion
- zdobywca Puchar Szwajcarii: 2010/11

Astra Giurgiu
- zdobywca Puchar Rumunii: 2013/14